# Willibald Kreß
Willibald Kreß (Frankfurt am Main, 1906. november 13. – Gießen, 1989. január 27.) világbajnoki bronzérmes német labdarúgó, kapus, edző.

## Pályafutása

### Klubcsapatban
1929 és 1932 között a Rot-Weiss Frankfurt csapatában játszott. Az 1932-as idényben a francia FC Mulhouse együttesében védett. 1933 és 1944 között a Dresdner SC labdarúgója volt.

### A válogatottban
1929 és 1934 között 16 alkalommal szerepelt a német válogatottban. Részt vett az 1934-es olaszországi világbajnokságon, ahol bronzérmet szerzett a csapattal.

### Edzőként
1947 és 1949 között az FSV Frankfurt edzője volt. 1957 és 1959 között a Wormatia Worms, majd 1959 és 1961 között a Wuppertaler SV vezetőedzőként tevékenykedett.

## Sikerei, díjai
Németország
- Világbajnokság
  - bronzérmes: 1934, Olaszország

 Dresdner SC
- Német bajnokság
  - bajnok: 1943, 1944
- Német kupa (Tschammerpokal)
  - győztes: 1941, 1942